# Surowiec drzewny

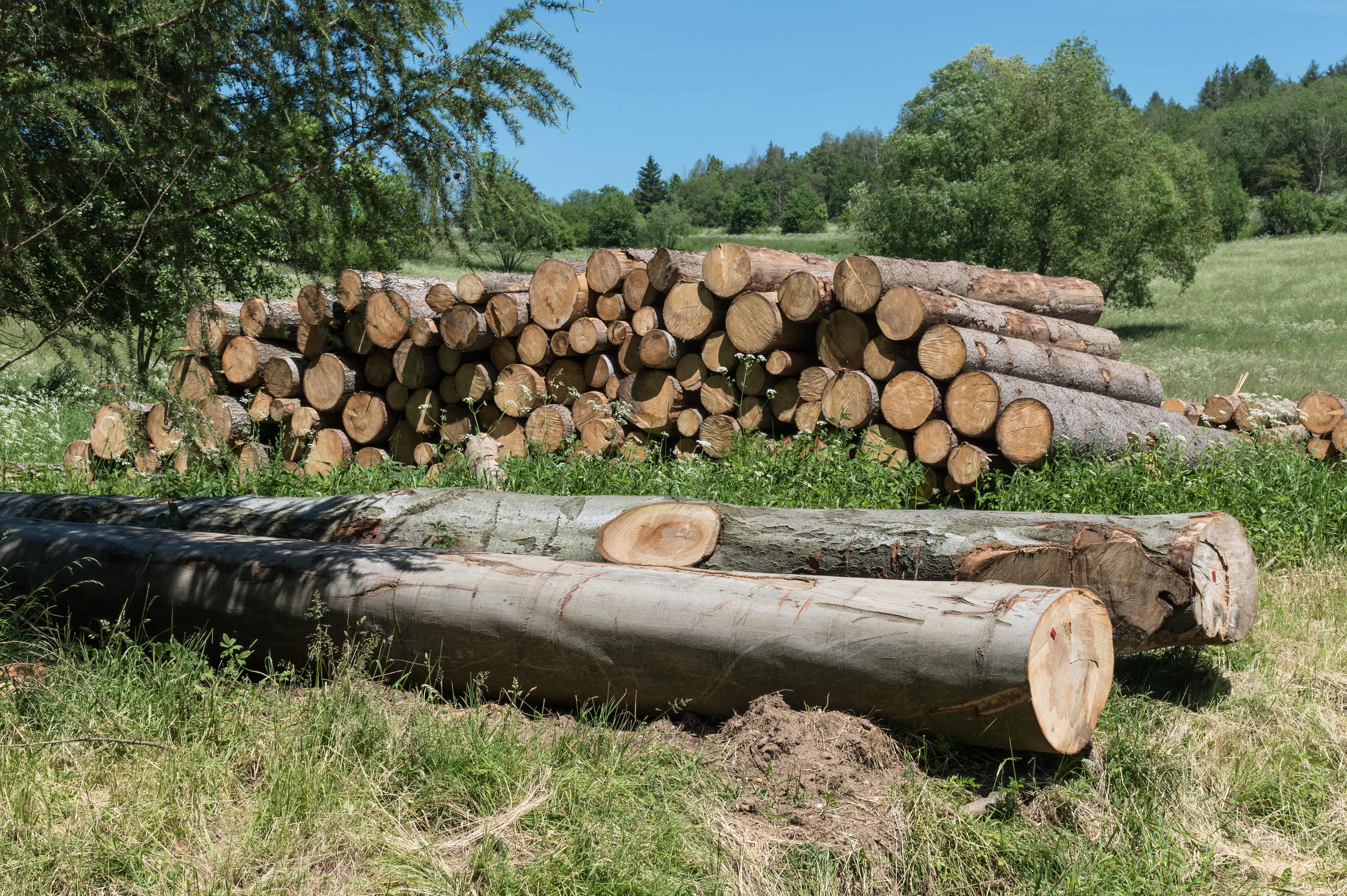
Surowiec drzewny podczas składowania

Surowiec drzewny – surowiec pozyskiwany przez ścinkę drzew w lesie lub na plantacjach. Po pozyskaniu drewna źródło surowca stanowią: pień, gałęzie lub karpa. Odpady drewna po przetworzeniu (np. po przetarciu mogą być wykorzystane powtórnie – jako surowiec energetyczny (paliwo), lub surowiec do przerobu chemicznego (np. na papier).
Surowiec drzewny jest jednym z najważniejszych surowców organicznych świata. W porównaniu do wielu innych surowców jest odnawialny (dzięki procesom fotosyntezy). Drewno jako surowiec wykazuje dużą podatność na obróbkę mechaniczną, posiada (w porównaniu do innych materiałów) przy mniejszej gęstości lepsze parametry wytrzymałościowe (niż np. metale, ma wysoki współczynnik jakości wytrzymałościowej).
Zasadniczym podziałem surowca drzewnego jest podział na drewno użytkowe i drewno opałowe. Około 50% światowych zasobów drewna przetwarzanych jest na opał. Wskaźnik ten jest większy w krajach rozwijających się, mniejszy w krajach rozwiniętych.
Surowiec drzewny (użytkowy i opałowy) po pozyskaniu leśnicy określają jako drewno okrągłe i dzielą według norm jakościowo-wymiarowych (klasyfikacja jakościowo-wymiarowa, KJW). Przy zakupie drewna z lasu obowiązującą jest norma KJW, przy obrocie późniejszym może być używany również Systematyczny Wykaz Wyrobów (SWW). Drewno przetworzone jest sprzedawane tylko zgodnie z SWW. Do roku 1993 leśnicy i drzewiarze posługiwali się jedną normą (SWW).

## Przetwarzanie
Drewno użytkowe w przemyśle może być przetwarzany w różnoraki sposób:
- przerób mechaniczny (fizyczny) – przez zwykły podział w tartakach przy pomocy traków, lub innych mniej lub bardziej specjalistycznych pił. Podczas tego przerobu powstają m.in.: deski i elementy sklejki. Przerób mechaniczny dzieli się w zależności od stopnia skomplikowania na:
  - obróbkę pierwiastkową, gdzie drewno dzieli się na mniejsze elementy,
  - obróbkę wtórną, gdzie drewno łączy się, również z innymi materiałami: (meblarstwo, szkutnictwo, stolarka budowlana),
- przerób chemiczny – gdzie z drewna zostają wyodrębnione poszczególne jego składniki chemiczne. Przerób chemiczny dzieli się na:
  - celulozowo-papierniczy, gdzie powstaje: papier, celuloza, tektura i inne,
  - piroliza – destylacja rozkładowa drewna, gdzie powstaje: gaz drzewny i węgiel drzewny,
  - ekstrakcja – gdzie wyodrębnia się garbniki (z drewna i kory), produktów żywicznych z karpiny,
  - hydroliza drewna – scukrzanie drewna,
- przerób fizyko-chemiczny – łączący w sobie przerób chemiczny i mechaniczny, zwany też ulepszaniem drewna; dzieli się na:
  - przemysł płytowy – gdzie powstają: sklejki, płyty stolarskie, pilśniowe i wiórowe,
  - produkcja drewna ulepszonego – warstwowego i prasowanego,
  - nasycanie drewna – gdzie drewno zostaje nasycone środkami owadobójczymi, przeciwgrzybicznymi i przeciwogniowymi,
  - produkcja mączki drzewnej.